# Cambraechmina
Cambraechmina is een geslacht van uitgestorven kreeftachtigen uit de klasse van de Ostracoda (mosselkreeftjes).

## Soort
- Cambraechmina marginata Hinz-Schallreuter, 1993 †